# Barotrauma
Barotrauma (укр. Баротравма) — рольова відеогра в жанрі survival horror, розроблена Undertow Games та випущена Daedalic Entertainment для Microsoft Windows, Linux та MacOS.

## Ігровий процес
Стилістика гри виконана в 2D форматі, де перед гравцем виступає великий світ, який розділений на локації. Перед початком гравець обирає свою професію, яка дає доступ до спеціальних навичок, початкового обладнання та підводний човен. Гра починається на одному з аванпостів Європи до котрого приписаний підводний човен гравця. На аванпості гравець отримує декілька місій у капітана аванпосту на вибір з яких він вибирає максимум дві на виконання у наступній подорожі, також є шанс отримати завдання від фракцій та звичайних мешканців аванпосту. За виконані місії гравець отримує гроші, «європейські марки», та покращує стосунки з аванпостом та фракціями. На аванпостах можна купляти предмети, покращувати та купувати новий підводний човен, найняти нових членів у команду. Всі члени екіпажу мають певну роботу та спорядження.
Після вибору місця призначення підводний човен повинен пройти крізь випадково згенерований рівень, щоб досягти наступного аванпосту або станції. Опинившись в океані, підводний човен і його екіпаж перебувають під постійною загрозою з боку місцевих водних істот, які здатні атакувати човен. Через пробоїну у човні його почне затоплювати, і якщо швидко її не залатати, це може стати серйозною проблемою для успіху місії. Без спеціального обладнання у воді буде складно пересуватися, а якщо води дуже багато, то персонажа гравця може розплющити.
Для виготовлення різноманітних предметів, які допомагають у подорожах, слугують Фабрикатори та Деконструктори, в яких переробляються зібрані мінерали та рослини. Наприклад, екіпаж можна забезпечити особистою зброєю чи виготовити кисневі балони для вилазок за межі підводного човна.
У грі існує 4 фракції: Коаліція Європи, Сепаратисти Йове, Церква Оболонки та Діти гудка. Під час гри можна покращувати та погіршувати свої відносини з фракціями, що впливатиме на ігровий процес.
У грі присутня однокористувацька гра, та багатокористувацька гра до 16 гравців.

## Сюжет
Наприкінці XX століття вчені виявили під крижаною радіаційною поверхнею Європи, супутника Юпітера, великий океан, умови у якому могли підтримувати життя. В 2022 році перша космічна команда прибула на Європу, і виявила що в океані існує агресивна фауна. Колоністи змогли побудувати декілька аванпостів, де десятиріччями розвивалося нове життя. Через деякий час зв'язок з Землею було втрачено. Ключем до виживання в новому суспільстві є підводний транспорт та подорожі ним.
Підводний човен, який перебуває в центрі сюжету, отримує завдання на доставку вантажів, пошук інопланетних артефактів, убивство істот і знищення ворожих човнів (тільки в багатокористувацькій грі). Він плаває океаном, де є п'ять біомів: Холодні печери, Європейський хребет, Афотичне плато, Велике море та Гідротермальні пустелі. Кожен наступний біом розташований глибше та відповідно далі від радіоактивної поверхні Європи, але складніший в проходженні.
Під крижаним покривом Європи найбільше міст, аванпостів і торгівельних шляхів контролює Коаліція Європи. Її мета — захист людей від агресивних істот, сепаратистів і сектантів. Вона спирається на підтримку військових і виступає за жорсткий контроль усіх сфер життя. Сепаратисти Йове — головні суперники Коаліції, що попри роз'єднаність борються за процвітання демократичними методами. Попри те в Коаліції мають статус терористичної організації. Церква Оболонки вбачає ключ до виживання людства на Європі в симбіозі з місцевими паразитами. Ці паразити перетворюють людське тіло таким чином, що стає можливо дихати під водою та витримувати великий тиск без обладнання, але роблять із людей своєрідних зомбі. Діти гудка — це нешкідлива фракція клоунів, яких більшість вважає божевільними.
Подорожуючи океаном, гравець дізнається про руїни зниклої цивілізації, чиї представники були гуманоїдами, більшими за людей. Ці істоти, звані Стародавніми, вступили в контакт із сутністю, відомою як Йове, що поневолила їх «піснею вічності». В грі містяться підказки, що вказують на зв'язок Йове з Юпітером. Згодом гравцеві вдається перемогти в глибинах черва-кіборга та зустріти одного Стародавнього. Той переносить підводний човен на Юпітер, де в Великій червоній плямі міститься фортеця Йове. Стародавній просить звільнити його побратимів і коли човен атакує фортецю, Стародавні прокидаються та тікають. Йове пробуджується слідом і намагається знищити човен. Розбивши його силовий щит і перемігши охоронців, човен знищує Йове. Але той наостанок викидає потік радіації в Європу та замикає екіпаж у «пісні вічності». Люди опиняються в часовій петлі та потрапляють на початок сюжету. В останніх повідомленнях чути, що рівень радіації знижується, але доля підводного човна невідома.

## Розробка
Розробник гри Йоонас Рікконен повідомив, що під час створення гри був натхненний такими відеоіграми як Space Station 13 та Dwarf Fortress. Його приваблювала симуляція випадкових подій, а не їх чіткий порядок. Хоча він також критикував інтуїтивно незрозумілий інтерфейс користувача Space Station 13 і інші технічні проблеми. Рікконен також черпав сильне натхнення з гри Pressure, концепція якої була анонімно розміщена на 4chan.
Розробка Barotrauma почалася в 2014 році під робочою назвою Subsurface. З 2015 по 2018 роки попередні альфа-версії Barotrauma були вільно доступні для тестування та відгуків. Після комерційного випуску 2019 року майбутні версії Barotrauma були зроблені ексклюзивами для Steam, а непідтримувана безкоштовна версія отримала назву Barotrauma Legacy.
У 2017 році початковий код Barotrauma був опублікований під обмеженою ліцензією, щоб полегшити створення спільнотою модифікацій. Репозиторій початкового коду продовжує оновлюватися разом із комерційним релізом гри. Barotrauma отримала «зелене світло» в Steam у лютому 2017 року.
У 2018 році Undertow Games співпрацювали з FakeFish Games для спільної розробки Barotrauma, перетворивши сольний проєкт на колективний, розроблений майже десятком людей. На початку 2019 року Undertow Games підписала контракт з Daedalic Entertainment, німецьким видавцем ігор, на видання та маркетинг Barotrauma.
Barotrauma була випущена в ранній доступ 5 червня 2019 року з початковими планами щодо повного випуску пізніше того року. Гра залишалася в ранньому доступі на невизначений термін до січня 2023 року, коли було оголошено дату виходу повної версії — 13 березня 2023 року.

## Сприйняття
На виставці Game Connection Europe 2018 Barotrauma перемогла в номінації «Найкраща хардкорна гра» та на Gamers Without Borders у 2019 в номінації «Найкраща виживальницька гра».